# División de Plata de fútbol sala 2005-06
La División de Plata de fútbol sala 2005-06 es la temporada 2005-06 de la Segunda División de fútbol sala, que se compuso de tres grupos de 16 equipos cada uno. Al término de la liga regular, los tres primeros clasificados de cada grupo y el mejor cuarto disputaron una eliminatoria a ida y vuelta, ascendiendo a la Primera División de fútbol sala los ganadores de la eliminatoria final.

## Temporada regular

### División de Plata A
| Pos | Equipo                   | PT | PJ | PG | PE | PP | GF  | GC  |
| --- | ------------------------ | -- | -- | -- | -- | -- | --- | --- |
| 1   | Gestesa Guadalajara      | 66 | 30 | 21 | 3  | 6  | 159 | 97  |
| 2   | Grupo Pinar Córdoba      | 65 | 30 | 20 | 5  | 5  | 150 | 103 |
| 3   | Ocaña Puertas Uniarte    | 63 | 30 | 20 | 3  | 7  | 143 | 97  |
| 4   | Grupo Generala Ibi       | 62 | 30 | 19 | 5  | 6  | 137 | 80  |
| 5   | Jumilla Roster           | 54 | 30 | 17 | 3  | 10 | 132 | 109 |
| 6   | Bargas/I. Siglo XXI      | 44 | 30 | 13 | 5  | 12 | 133 | 129 |
| 7   | ElPozo Ciudad de Murcia  | 42 | 30 | 12 | 6  | 12 | 124 | 130 |
| 8   | M.M. Pérez Bujalance     | 42 | 30 | 13 | 3  | 14 | 99  | 106 |
| 9   | Olias Puerta de Toledo   | 41 | 30 | 12 | 5  | 13 | 115 | 133 |
| 10  | Az. Ramos Talavera       | 40 | 30 | 12 | 4  | 14 | 157 | 129 |
| 11  | Lanzarote Playas del Sur | 39 | 30 | 11 | 6  | 13 | 126 | 133 |
| 12  | Clipeus Nazareno         | 33 | 30 | 10 | 3  | 17 | 115 | 150 |
| 13  | Extinman Andújar         | 32 | 30 | 9  | 5  | 16 | 108 | 125 |
| 14  | Melfosur Las Gabias      | 29 | 30 | 8  | 5  | 17 | 93  | 132 |
| 15  | CDE Toledo FS            | 17 | 30 | 4  | 5  | 21 | 105 | 174 |
| 16  | Universidad de Málaga    | 15 | 30 | 3  | 6  | 21 | 86  | 155 |

|  | Play-Offs ascenso    |
|  | Posible mejor cuarto |
|  | Descenso             |

### División de Plata B
| Pos | Equipo                    | PT | PJ | PG | PE | PP | GF  | GC  |
| --- | ------------------------- | -- | -- | -- | -- | -- | --- | --- |
| 1   | Valencia FS               | 68 | 30 | 21 | 5  | 4  | 125 | 74  |
| 2   | F. C. Barcelona           | 66 | 30 | 21 | 3  | 6  | 141 | 92  |
| 3   | Marfil Santa Coloma       | 59 | 30 | 19 | 2  | 9  | 143 | 97  |
| 4   | Grundig Mobile FS         | 59 | 30 | 18 | 5  | 7  | 148 | 83  |
| 5   | Horcona Pinseque          | 57 | 30 | 16 | 9  | 5  | 164 | 126 |
| 6   | Manacor                   | 56 | 30 | 17 | 5  | 8  | 144 | 105 |
| 7   | Perfiles Sintal           | 55 | 30 | 17 | 4  | 9  | 132 | 118 |
| 8   | Bodegas Arzuaga Gasifred  | 51 | 30 | 16 | 3  | 11 | 153 | 152 |
| 9   | Butagaz Andorra F.S.      | 47 | 30 | 14 | 5  | 11 | 124 | 107 |
| 10  | Sicoris Grup Confort      | 46 | 30 | 13 | 7  | 10 | 132 | 116 |
| 11  | Loadesports.com/Gavá      | 25 | 30 | 7  | 4  | 19 | 89  | 131 |
| 12  | Bajo Aragón Caspe         | 24 | 30 | 7  | 3  | 20 | 101 | 145 |
| 13  | Uni.Pol Valencia Maristas | 23 | 30 | 6  | 5  | 19 | 87  | 156 |
| 14  | Corbera Tecnomallas       | 20 | 30 | 6  | 2  | 22 | 101 | 153 |
| 15  | Arque Manresa             | 17 | 30 | 5  | 2  | 23 | 117 | 184 |
| 16  | Mercury Village Canet     | 12 | 30 | 2  | 6  | 22 | 101 | 163 |

|  | Play-Offs ascenso    |
|  | Posible mejor cuarto |
|  | Descenso             |

### División de Plata C
| Pos | Equipo                   | PT | PJ | PG | PE | PP | GF  | GC  |
| --- | ------------------------ | -- | -- | -- | -- | -- | --- | --- |
| 1   | Colegios Arenas Galdar   | 63 | 28 | 20 | 3  | 5  | 134 | 83  |
| 2   | Tien 21 Tres Cantos      | 62 | 28 | 20 | 2  | 6  | 129 | 82  |
| 3   | Burela Pescados Rubén    | 62 | 28 | 19 | 5  | 4  | 143 | 100 |
| 4   | UD Las Rozas Boadilla    | 62 | 28 | 20 | 2  | 6  | 184 | 93  |
| 5   | Coinasa Coruña           | 52 | 28 | 16 | 4  | 8  | 151 | 108 |
| 6   | Coinasa Ourense          | 46 | 28 | 15 | 1  | 12 | 124 | 100 |
| 7   | Leis Pontevedra FS       | 45 | 28 | 13 | 6  | 9  | 117 | 110 |
| 8   | Obras y Estructuras RAM  | 44 | 28 | 14 | 2  | 12 | 112 | 97  |
| 9   | Pinto FS                 | 34 | 28 | 10 | 4  | 14 | 113 | 124 |
| 10  | Bajoz Aspi GCE           | 32 | 28 | 9  | 5  | 14 | 132 | 154 |
| 11  | Puerto Celeiro Viveiro   | 31 | 28 | 8  | 7  | 13 | 96  | 117 |
| 12  | Castro Urdiales          | 34 | 28 | 8  | 3  | 17 | 104 | 138 |
| 13  | Muebles Lety             | 23 | 28 | 7  | 2  | 19 | 106 | 157 |
| 14  | Coinasa O Parrulo Ferrol | 11 | 28 | 3  | 2  | 23 | 83  | 187 |
| 15  | Candesa Camargo          | 10 | 28 | 2  | 4  | 22 | 93  | 171 |

|  | Play-Offs ascenso    |
|  | Posible mejor cuarto |
|  | Descenso             |

## Play-offs por el ascenso
Los resultados son los partidos ganados, no los resultados de los partidos. La primera fase se jugó al mejor de 3 partidos y la segunda fase al mejor de 5.
Ascendieron Gestesa Guadalajara y FC Barcelona. El otro puesto de la División de Honor le correspondío a Benicarló Grupo Poblet, que conservó la categoría.

### Primera fase
- Marfil Santa Coloma (1 - 2) Tien 21 Tres Cantos
- Burela Pescados Rubén	(1 - 2) Gestesa Guadalajara
- Ocaña Puertas Uniarte (1 - 2) Colegios Arenas Galdar
- Grupo Pinar Córdoba (0 - 2)  F.C. Barcelona
- UD Las Rozas Boadilla (2 - 0) Valencia FS

### Segunda fase
- Benicarló Grupo Poblet (3 - 2) UD Las Rozas Boadilla
- Colegios Arenas Galdar (2 - 3) FC Barcelona
- Gestesa Guadalajara (3 - 0) Tien 21 Tres Cantos